# Modulor

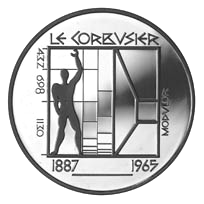
Moeda comemorativa de 5 francos suíços mostrando o modulor, ano 1987

O modulor  foi um sistema de proporções elaborado e largamente utilizado pelo arquiteto franco-suíço Le Corbusier. O sistema surgiu do desejo de seu autor de não converter ao sistema métrico decimal as unidades como pés e polegadas. Ao invés disso, Le Corbusier passou a se referenciar a medidas modulares baseadas nas proporções de um indivíduo imaginário (inicialmente com 1,75 m e mais tarde com 1,83 m de altura).
O sistema foi mais tarde elaborado baseando-se na proporção áurea e na seqüência de Fibonacci. A aplicação dessas proporções pode ser vista em diversos edifícios de Le Corbusier (notadamente na Unidade de habitação de Marseille). Existem dois modulores, o modulor de 1,75 conhecido como versão azul e o modulor com 1,83, versão vermelha. Eles foram criados a partir de pesquisas de alturas médias e indivíduos de diferentes lugares da Terra.
A criação do modulor foi de extrema importância nos períodos pós guerra, pois havia uma grande necessidade de abrigar um considerável número de pessoas no menor espaço possível, e a existência do modulor tornou viável a construção de grandes blocos habitacionais na Europa. Tais blocos possuíam o mínimo de espaço em cada parte da habitação, variando as medidas de acordo com o recinto.